# (73784) 1994 VP2
(73784) 1994 VP2 – planetoida z pasa głównego asteroid okrążająca Słońce w ciągu 4,46 lat w średniej odległości 2,71 j.a. Odkryta 8 listopada 1994 roku.